# Opendoor
Opendoor Technologies Inc. es una empresa en línea que compra y vende bienes raíces residenciales. Con sede en San Francisco, realiza ofertas instantáneas en efectivo por viviendas a través de un proceso en línea, realiza reparaciones en las propiedades que compra y las vuelve a poner a la venta.  También proporciona servicios de compra de vivienda basados en aplicaciones móviles junto con financiamiento. A noviembre de 2021, la empresa opera en 44 mercados de EE. UU.

## Historia
La empresa fue fundada en marzo de 2014 por los emprendedores en serie Keith Rabois, Eric Wu, quien anteriormente fundó Movity, una startup de bienes raíces adquirida por Trulia, y JD Ross, ahora socio general de Atomic. Después de recaudar una ronda de capital de riesgo de 9.95 millones de dólares liderada por Khosla Ventures en mayo de 2014, la empresa inició sus operaciones. En 2018 Opendoor recaudó $400 millones en fondos del SoftBank Group Vision Fund. En 2019, recaudó 300 millones de dólares en una ronda de financiación liderada por General Atlantic . En ese momento, la valoración de la empresa era de 3,800 millones de dólares.
En agosto de 2019, Opendoor lanzó servicios hipotecarios a través de Opendoor Home Loans, un negocio hipotecario interno. En septiembre de 2019, adquirió la empresa nacional de títulos y custodia OS National, lo que permitió la integración de los servicios de título, custodia y cierre en sus ofertas comerciales.
A principios de 2020, Opendoor amplió los servicios a más ciudades en asociación con Redfin. Más tarde, la empresa despidió a 600 empleados, que constituían el 35% de su equipo, en parte debido al impacto comercial del cierre de COVID-19. En marzo, Opendoor anunció que suspendería la compra de viviendas durante la pandemia de COVID-19 debido a la preocupación por la seguridad de sus clientes. La compañía reanudó sus operaciones en mayo de 2020 al presentar una plataforma sin contacto para ayudar a las personas a comprar y vender casas digitalmente.
El 27 de abril de 2020, Social Capital Hedosophia Holdings Corp II, una empresa de adquisición de propósito especial dirigida por Chamath Palihapitiya, comenzó a cotizar en la Bolsa de Valores de Nueva York.
El 15 de septiembre de 2020, Social Capital Hedosophia Holdings Corp II anunció su intención de fusionarse con Opendoor. El acuerdo valoró a Opendoor en un valor empresarial de 4.800 millones de dólares.
El 17 de diciembre de 2020, los accionistas de Social Capital Hedosophia Holdings Corp II aprobaron la fusión. El 21 de diciembre de 2020, se finalizó la fusión y la empresa comenzó a cotizar en la bolsa de valores NASDAQ con su nuevo nombre, Opendoor.
El 1 de agosto de 2022, la Comisión Federal de Comercio informó que Opendoor acordó pagar un acuerdo de $62 millones por cargos de engañar a posibles vendedores de viviendas en sus campañas de marketing.

## Modelo de negocio
Los dueños de propiedades ofertan para vender sus propiedades en la plataforma en línea. Cuando se acepta una oferta, Opendoor compra la propiedad tal como está, cobrando una tarifa comparable a las comisiones que cobran los agentes inmobiliarios a cambio de la conveniencia de cerrar una venta rápidamente sin mostrar la casa.
Opendoor luego hace las reparaciones necesarias antes de volver a poner la propiedad en venta. Al seguir este proceso, la empresa es conocida como "iBuyer" en la industria de bienes raíces. A través de este proceso, Opendoor lleva un inventario de viviendas. En 2019, la empresa informó que el tiempo promedio que la empresa mantiene una propiedad es de 90 días. La empresa ha considerado alquilar propiedades para aprovechar el exceso de inventario.